# Chuyển tự Latinh tiếng Thái

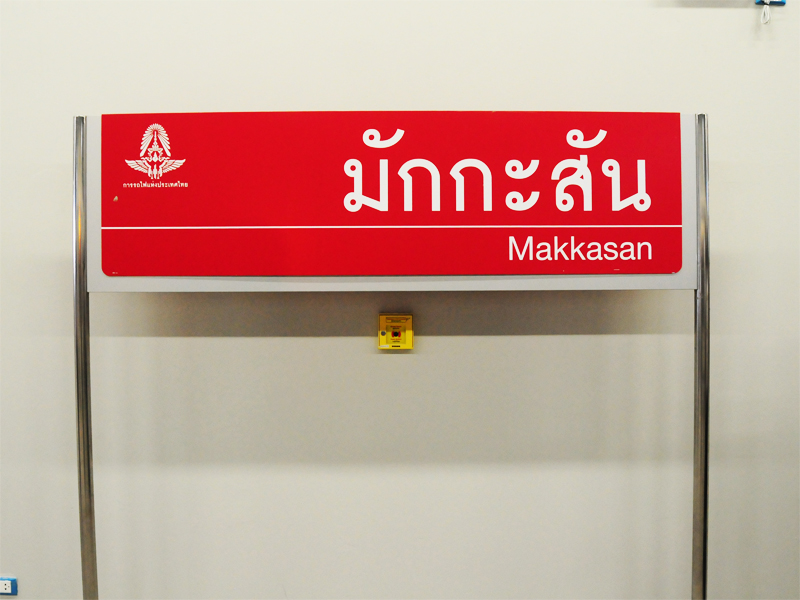
Một bảng kí hiệu có tiếng Thái và tiếng Thái sang kí tự Latinh

Chuyển tự tiếng Thái sang ký tự Latinh hiện có một hệ thống chính thức, sử dụng để ghi các tên đường phố và các ấn phẩm của Chính phủ. Hệ thống này do Hội Hoàng gia Thái Lan lập ra, gọi là Hệ thống Chuyển tự Tiếng Thái Hoàng gia, tên tiếng Anh là Royal Thai General System of Transcription và viết tắt là RTGS.

## Đặc điểm
Hệ thống chuyển tự tiếng Thái sang ký tự Latinh này có đặc điểm sau:
- Chỉ sử dụng các chữ cái Latinh, không dùng dấu thanh.
- Các nguyên âm đơn hay đôi đều được biểu hiện bằng 5 chữ cái a, e, i, o, u của Bảng mẫu tự phiên âm quốc tế đứng một mình hoặc ghép với nhau.
- Các phụ âm cũng sử dụng từ Bảng mẫu tự phiên âm quốc tế, ngoại trừ:

- các phụ âm p, t, k khi được ghép với h để có "h" as "ph", "th", "kh" và phát âm giống [pʰ, tʰ, kʰ] trong Bảng mẫu tự phiên âm quốc tế.
- có thêm chữ cái "ng".
- "ch" được phát âm nhẹ giống như trong tiếng Việt.
- phụ âm đứng cuối từ không được phát âm, giống như trong tiếng Việt.

## Phê phán
Hệ thống chuyển tự tiếng Thái sang ký tự Latinh chính thức này bị phê phán là không đủ để giúp người nước ngoài học tiếng Thái Lan vì nó không có các dấu thanh trong khi tiếng Thái có tới 5 thanh điệu.

## Bảng chuyển tự

### Phụ âm
| Latinh hóa | IPA   | Chữ cái tiếng Thái |
| ---------- | ----- | ------------------ |
| b          | [b]   | บ                  |
| ch         | [tɕ]  | จ                  |
| ch         | [tɕʰ] | ฉ, ช, ฌ            |
| d          | [d]   | ฎ, ด               |
| f          | [f]   | ฝ, ฟ               |
| h          | [h]   | ห, ฮ               |
| k          | [k]   | ก                  |
| kh         | [kʰ]  | ข, ฃ, ค, ฅ, ฆ      |
| l          | [l]   | ล, ฬ               |
| m          | [m]   | ม                  |
| n          | [n]   | ณ, น               |
| ng         | [ŋ]   | ง                  |
| p          | [p]   | ป                  |
| ph         | [pʰ]  | ผ, พ, ภ            |
| r          | [r]   | ร                  |
| s          | [s]   | ซ, ศ, ษ, ส         |
| t          | [t]   | ฏ, ต               |
| th         | [tʰ]  | ฐ, ฑ, ฒ, ถ, ท, ธ   |
| w          | [w]   | ว                  |
| y          | [j]   | ย, ญ               |

| Latinh hóa | IPA | Chữ cái tiếng Thái                             |
| ---------- | --- | ---------------------------------------------- |
| -k         | [k̚] | ก, ข, ฃ, ค, ฅ, ฆ                               |
| -m         | [m] | ม                                              |
| -n         | [n] | ญ, ณ, น, ร, ล, ฬ                               |
| -ng        | [ŋ] | ง                                              |
| -p         | [p̚] | บ, ป, พ, ฟ, ภ                                  |
| -t         | [t̚] | จ, ช, ซ, ฎ, ฏ, ฐ, ฑ, ฒ, ด, ต, ถ, ท, ธ, ศ, ษ, ส |

### Nguyên âm
| Latinh hóa | Nguyên âm ngắn | Nguyên âm ngắn     | Nguyên âm dài | Nguyên âm dài      |
| Latinh hóa | IPA            | Chữ cái tiếng Thái | IPA           | Chữ cái tiếng Thái |
| ---------- | -------------- | ------------------ | ------------- | ------------------ |
| a          | [a]            | ◌ะ, ั◌              | [aː]          | ◌า                 |
| ae         | [ɛ]            | แ◌ะ, แ็◌            | [ɛː]          | แ◌                 |
| aeo        | [ɛw]           | แ็ว                 | [ɛːw]         | แ◌ว                |
| ai         | [aj]           | ใ◌, ไ◌, ัย          | [aːj]         | ◌าย                |
| ao         | [aw]           | เ◌า                | [aːw]         | ◌าว                |
| e          | [e]            | เ◌ะ, เ็◌            | [eː]          | เ◌                 |
| eo         | [ew]           | เ็ว                 | [eːw]         | เ◌ว                |
| i          | [i]            | ิ                   | [iː]          | ี                   |
| ia         | [ia]           | เียะ                | [iːa]         | เีย                 |
| iao        | -              | -                  | [iːau]        | เียว                |
| io         | [iːw]          | ิว                  | -             | -                  |

| Latinh hóa | Nguyên âm ngắn | Nguyên âm ngắn     | Nguyên âm dài | Nguyên âm dài      |
| Latinh hóa | IPA            | Chữ cái tiếng Thái | IPA           | Chữ cái tiếng Thái |
| ---------- | -------------- | ------------------ | ------------- | ------------------ |
| o          | [o]            | โ◌ะ                | [oː]          | โ◌                 |
| o          | [ɔ]            | เ◌าะ, ็อ            | [ɔː]          | ◌อ                 |
| oe         | [ɤ]            | เ◌อะ, เิ◌           | [ɤː]          | เ◌อ                |
| oei        | -              | -                  | [ɤːj]         | เ◌ย                |
| oi         | -              | -                  | [oːj]         | โ◌ย                |
| oi         | -              | -                  | [ɔːj]         | ◌อย                |
| u          | [u]            | ุ                   | [uː]          | ู                   |
| ua         | [ua]           | ัวะ                 | [uːa]         | ัว, ◌ว◌             |
| uai        | -              | -                  | [uːɛj]        | ◌วย                |
| ue         | [ɯ]            | ึ                   | [ɯː]          | ื                   |
| uea        | [ɯa]           | เือะ                | [ɯːa]         | เือ                 |
| ueai       | -              | -                  | [ɯːaj]        | เือย                |
| ui         | [uj]           | ุย                  | -             | -                  |

### Nhóm khác
| Latinh hóa | IPA   | Chữ cái tiếng Thái |
| ---------- | ----- | ------------------ |
| a          | [a]   | ◌รร◌               |
| an         | [an]  | ◌รร                |
| am         | [am]  | ◌รรม               |
| on         | [ɔːn] | ◌ร                 |
| am         | [am]  | ำ                  |
| lue        | [lɯ]  | ฦ                  |
| lue        | [lɯː] | ฦๅ                 |
| rue        | [rɯ]  | ฤ                  |
| rue        | [rɯː] | ฤๅ                 |

## Bảng Unicode
| Bảng Unicode chữ Thái Official Unicode Consortium code chart: Thai Version 13.0 |   |   |   |   |   |   |   |   |   |   |   |   |   |   |   |   |
|                                                                                 | 0 | 1 | 2 | 3 | 4 | 5 | 6 | 7 | 8 | 9 | A | B | C | D | E | F |
| U+0E0x                                                                          |   | ก | ข | ฃ | ค | ฅ | ฆ | ง | จ | ฉ | ช | ซ | ฌ | ญ | ฎ | ฏ |
| U+0E1x                                                                          | ฐ | ฑ | ฒ | ณ | ด | ต | ถ | ท | ธ | น | บ | ป | ผ | ฝ | พ | ฟ |
| U+0E2x                                                                          | ภ | ม | ย | ร | ฤ | ล | ฦ | ว | ศ | ษ | ส | ห | ฬ | อ | ฮ | ฯ |
| U+0E3x                                                                          | ะ | ั  | า | ำ | ิ  | ี  | ึ  | ื  | ุ  | ู  | ฺ  |   |   |   |   | ฿ |
| U+0E4x                                                                          | เ | แ | โ | ใ | ไ | ๅ | ๆ | ็  | ่  | ้  | ๊  | ๋  | ์  | ํ  | ๎  | ๏ |
| U+0E5x                                                                          | ๐ | ๑ | ๒ | ๓ | ๔ | ๕ | ๖ | ๗ | ๘ | ๙ | ๚ | ๛ |   |   |   |   |
| U+0E6x                                                                          |   |   |   |   |   |   |   |   |   |   |   |   |   |   |   |   |
| U+0E7x                                                                          |   |   |   |   |   |   |   |   |   |   |   |   |   |   |   |   |